# Jaworzyna Śląska
Jaworzyna Śląska (in tedesco Königszelt) è un comune urbano-rurale polacco del distretto di Świdnica, nel voivodato della Bassa Slesia.
Ricopre una superficie di 67,34 km² e nel 2007 contava 10 337 abitanti.